# 第一代阿美士德伯爵威廉·阿美士德
威廉·皮特·阿美士德，第一代阿美士德伯爵，GCH，PC（William Pitt Amherst, 1st Earl Amherst，1773年1月14日—1857年3月13日），通稱阿美士德勳爵（Lord Amherst），英國外交官，曾於1816年代表英國率團訪華，然而清廷與英國雙方因為在禮節上出現分歧，結果使團未能謁見嘉慶帝。訪華使團結束後，阿美士德曾於1823年至1828年出任印度總督。

## 生平

### 早年生涯
阿美士德在1773年1月14日生於英格蘭索美塞得郡的巴斯，父親是威廉·阿美士德中將，母親名伊莉莎伯·彼得森。阿美士德早年入讀牛津大學基督教堂學院，先於1793年取得文學士学位，後於1797年以文學碩士学位畢業。阿美士德的叔父第一代阿默斯特男爵杰弗里·阿默斯特是著名的英國陸軍將領，曾任弗吉尼亞和英屬北美洲總督等職，由於他在1797年去世時沒有子嗣，所以其貴族爵位就由阿美士德繼承。受到叔父的影響，阿美士德很早就對外交事務產生濃厚興趣。
在1804年至1813年，阿美士德勳爵曾出任寢宮侍臣；期間於1809年至1811年到那不勒斯出任宮廷使節。自1815年至1823年，他亦曾再領寢宮侍臣之銜。

### 訪華使團

#### 背景
在1816年，英國政府派阿美士德勳爵出使訪華，以圖與清廷商討中、英貿易事宜，企圖打開中國門戶。其實在他以前，英廷就早於1792年至1794年的時候，派遣過馬戛爾尼伯爵率團訪華，嘗試在慶祝乾隆帝八十大壽的時候，順勢商談貿易。可是，那一次的使團雖然成功謁見乾隆帝，但是在商貿議題上卻無功而還。自那次以後，中、英兩國雖然繼續進行獨口通商，但關係卻是每況愈下。
自英國加入拿破崙戰爭以後，英方就曾經多次擔心法國會搶佔澳門，動搖英國在遠東的貿易地位。為此，英軍曾先後在1802年與1808年兩次佔領澳門，以向法國示威。然而，英國佔據澳門的行動卻使清廷甚為不滿，在1808年的佔領行動中，中方曾因為英軍撤兵進度緩慢，而與英方發生了零星的軍事衝突。另外，英軍後來進兵清廷藩屬尼泊爾等等的事件，也使兩國關係蒙上陰影。
在1815年，拿破崙終在滑鐵盧戰役敗北。這標誌着拿破崙時代的終結、歐洲專制皇朝的復辟，以及和平的重臨。而隨著拿破崙戰爭的結束，英政府亦重新審視對華政策；由於英商一直不滿清廷實行的公行制度，擴大中國市場的呼聲愈來愈高，這遂促使了阿美士德使團訪華，企圖與清帝展開通商會談。

#### 經過

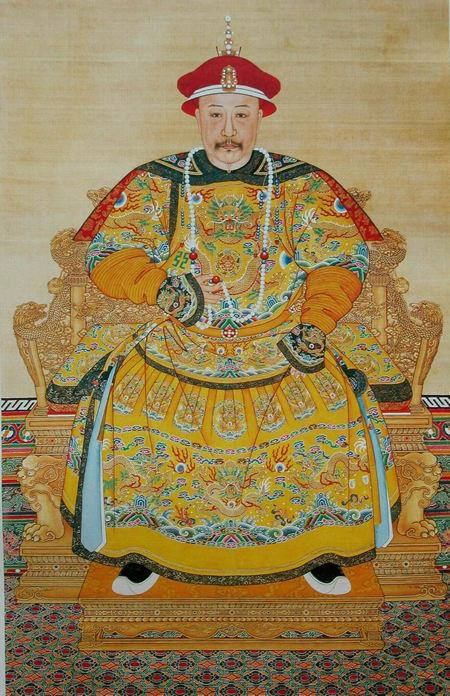
由於禮節的問題，阿美士德勳爵未能成功謁見嘉慶帝。

在1815年12月30日，阿美士德勳爵獲委任為樞密院顧問官，至翌年1月20日，英政府宣佈委任他為英國駐華全權公使，副使分別是埃利斯（Henry Ellis）以及英國東印度公司在廣州的特別委員會主席小斯當東爵士（Sir George Thomas Staunton）。他們此行的任務主要是敦請清廷廢除公行制，多開商埠，以及進行自由貿易；此外，他們還打算向清帝解釋英國對尼泊爾的軍事行動。阿美士德勳爵在1816年2月從英國南部斯皮特黑德出發，7月初抵達廣州。可是，阿美士德勳爵擔心英使團會被攔截面聖，於是沒有在廣州停留，繼續乘船向天津進發。
在1816年8月13日，阿美士德使團抵達天津，並得到工部尚書苏楞额蒞臨歡迎。不過，雙方就覲見清帝的禮儀問題出現分歧，清方要求阿美士德勳爵向嘉慶帝行三跪九叩禮，但是阿美士德勳爵只願意以「脫帽三次，鞠躬九次」代替。雙方在禮數上的分歧與爭執，使阿美士德使團未能入京，滯留於北京附近的通州。在通州期間，理藩院尚書與禮部尚書曾拜訪使團，遊說阿美士德勳爵行叩頭之禮，不過副使小斯當東爵士與東印度公使的大班卻堅持反對，指此舉將有損英國威嚴。儘管英政府曾訓示阿美士德勳爵在有需要的時候，可以權宜的心態看待中國禮數，但經小斯當東爵士等人的強烈反對，他最終決定以「單膝下跪低頭三次，並重複動作三次」，代替三跪九叩。
清廷最初對阿美士德勳爵的讓步不予接受，但立場逐渐軟化，指英人不習慣跪叩之禮云云。在8月27日，理藩院尚書向嘉慶帝上奏，指阿美士德勳爵「（雖然）起跪頗不自然，（但是）尚堪成禮」，並奏稱他演習叩頭多次，已有長進。嘉慶帝聞奏後，決定在8月29日於圓明園接見阿美士德勳爵。阿美士德使團連夜趕路，終在29日凌晨時分抵達北京。儘管阿美士德勳爵得知清帝即將準備接見，但是由於載有官服與國書的車輛仍未抵達，加上顛簸的路程使他疲憊不堪，他要求稍事休息。經過一輪爭吵後，阿美士德勳爵堅持歇息，結果負責帶領覲見的官員不得要領，唯有向嘉慶帝謊稱英使生病。嘉慶帝以為英使傲慢，目無聖駕，大為光火，於是取消陛見，並下令驅逐使團離京。
翌日，嘉慶帝得知實情後，怒氣稍息，除下令酌收由攝政王所進的52件貢品，又賞賜一些珍玩予英王。另外，嘉慶帝更破天荒地准許使團沿大運河南下，沿途一直得到禮待，最後途徑廣州，至1817年1月28日在澳門登船返國。阿美士德使團離開中國後，曾到訪馬尼拉，其後他的船隻遇險觸礁沉沒，輾轉流落到巴達維亞，期間受到馬來亞一帶的海盜襲擊。獲救和安頓好後，阿美士德使團繼續啟程返國，中途到訪聖海倫娜島；阿美士德勳爵曾與遭放逐的拿破崙進行過數次面談。據阿美士德使團記載，當時拿破崙的精神與健康十分良好，而拿破崙則認為阿美士德勳爵當初出使中國，理應入鄉隨俗，向清帝叩頭。

#### 影響
由於禮儀的問題，使阿美士德使團的任務失敗，沒法與清廷討論貿易問題。而貿易問題沒有解決，市場沒有開拓，更使英商的走私活動在1820年代與日俱增，鴉片貿易在此後更成為了走私貿易的大宗。一方面，英方日益不滿對華貿易所造成的龐大逆差，一方面清廷亦對鴉片毒害國民的情況愈益反感，這使中、英兩國的貿易爭議在踏入1830年代以後遂漸升溫，最終要訴諸武力解決。

### 印度總督
儘管阿美士德使團沒有取得成功，但是阿美士德勳爵卻因此事而聲名大噪，他的經歷也在英國廣泛流傳。憑藉這種優勢，他在1823年獲委任為印度總督，接替因財政醜聞而卸任的黑斯廷斯侯爵。英國政府早於1810年代的時候就希望扣減孟加拉士兵的薪水，但當時英國正與尼泊爾和馬拉塔發生戰事，所以計畫沒有落實。踏入1820年代初，印度局勢開始穩定，英國政府於是重提舊事，但卻遭黑斯廷斯侯爵強烈反對，結果英廷就以阿美士德勳爵為印督，以便落實倫敦方面的計畫。
阿美士德勳爵在1823年8月1日抵達加爾各答履新。但由於缺乏經驗的關係，他的施政往往十分依賴於當地的高級官員。沒多久，緬甸國王巴基道向阿美士德勳爵提出建議，要求取得東孟加拉的全境，以便控制吉大港。緬甸國王的請求遭到拒絕後，遂於1823年9月23日出兵犯境。發生連串的武裝衝突後，阿美士德勳爵終於1824年2月24日對緬甸宣戰，第一次英緬戰爭爆發。
第一次英緬戰爭一直持續至1826年2月24日才告結束，英方雖在戰爭中勝出，並從緬甸取得丹那沙林、阿拉干（Arracan）和阿薩姆。但同時，英方在戰事中陣亡的人數卻達15,000人，戰爭支出高達1300萬英鎊，使英國在印度一度陷入了經濟危機。英緬戰爭曾使阿美士德勳爵的聲望大跌，幸得到了好友喬治·坎寧與威靈頓公爵等的維護，他才沒有在戰事的尾聲被召回國。
除了英緬戰爭以外，英軍亦曾於1825年出兵印度北部邦國珀勒德布爾。事件的起因是該邦國發生了王位繼承風波，原本繼位的幼主遭叔父篡位自立；但由於幼主一方親英，所以駐印度北部的英國代表大衛·奧克特洛尼爵士（Sir David Ochterlony）向阿美士德勳爵提議，讓英軍介入事件。阿美士德勳爵最初拒絕介入，但經過一番考慮後又改變初衷，決定派軍隊20,000人到珀勒德布爾，助該國之幼主復位。繼承風波最後在1826年得到平息，幼主成功復位；事後阿美士德勳爵獲東印度公司的大班致謝，而且獲晉封為伯爵。
阿美士德伯爵曾於1826年啟程到印度西北部，對當地各邦國進行了一次十分成功的訪問。在1827年夏天，他又前往西姆拉避暑。阿美士德伯爵是第一位在西姆拉避暑的印度總督，自此以後，西姆拉漸成為了印度總督避暑的首選。而至1864年，西姆拉正式成為了英屬印度的夏都。在1828年2月，由於身體狀況不穩，阿美士德伯爵啟程回英國休養，回程前寄出了辭呈，正式辭去了印度總督一職。

### 晚年
阿美士德伯爵回國後，十分低調，只在1829年至1835年再領寢宮侍臣銜。在1835年，阿美士德伯爵獲時任英國首相羅伯特·皮爾爵士提名任加拿大總督，有關任命原本已在同年4月1日刊憲，但是皮爾爵士的政府不久倒台，並由輝格黨上台掌政。輝格黨上台後取消任命，而阿美士德伯爵亦放棄任命，沒有到任。
阿美士德伯爵晚年退居自己在肯特郡的莊園宅第諾爾樓（Knole House），並在1857年3月13日逝世，享年84歲。他死後，遺體安葬於肯特郡塞文歐克斯（Sevenoaks）的塞文歐克斯教堂（Church of Sevenoaks），伯爵爵位由次子繼承。

## 家庭
阿美士德伯爵曾兩次結婚。第一次是在1800年7月24日與第五代普里茅斯伯爵遺孀莎拉·阿契爾（Sarah Archer，1762年7月19日—1838年5月27日）結婚，而地點是倫敦漢諾威廣場的聖喬治教堂。莎拉在1838年身故後，阿美士德伯爵復在1839年5月25日與第三代多塞特公爵的女兒瑪麗·薩克維爾女爵（Lady Mary Sackville，1792年7月30日—1864年7月20日）結婚。值得留意的是，瑪麗·薩克維爾女爵是第六代普里茅斯伯爵之遺孀。
阿美士德伯爵只有在第一段婚姻中生有孩子：
- 傑富利·阿美士德閣下 （Hon. Jeffery Amherst，1802年8月29日—1826年8月2日）
- 威廉·皮特·阿美士德，第二代阿美士德伯爵 （William Pitt Amherst, 2nd Earl Amherst，1805年9月3日—1886年3月26日）

## 榮譽

### 頭銜
- 威廉·阿美士德，Esq （1773年1月14日—1797年8月3日）
- 阿美士德勳爵 （1797年8月3日—1815年12月30日）
- 阿美士德勳爵閣下，PC （1815年12月30日—1826年12月19日）
- 阿美士德伯爵閣下，PC （1826年12月19日—1834年）
- 阿美士德伯爵閣下，GCH，PC （1834年—1857年3月13日）

### 殊勳
- 世襲男爵 （1797年8月3日）
- P.C. （1815年12月30日）
- 世襲伯爵 （1826年12月19日）
- G.C.H. （1834年）

## 影响
今天上海的新华路，曾用名安和寺路(Avenue Amherest)，就是以阿美士德的姓氏命名，租界当局以此纪念他和以他的姓氏命名的，曾驶来上海的阿美士德号舰船。

## 延伸閱讀
- .  線上版. 牛津大學出版社. doi:10.1093/ref:odnb/445. 需要订阅或英国公共图书馆会员资格
- "Lord Amherst"，Rulers of India，Thackeray and R. Evans，1894年。

## 外部連結
- 1911年版《大英百科》之相關條目

| 官衔                         | 官衔                        | 官衔                                |
| ---------------------------- | --------------------------- | ----------------------------------- |
| 前任者： 約翰·亞當斯（署理） | 印度總督 1823年－1828年     | 繼任者： 威廉·巴特沃思·貝利（署理） |
| 前任者： 傑富利·阿美士德     | 阿美士德男爵 1797年－1857年 | 繼任者： 威廉·阿美士德              |
| 前任者： 新創設              | 阿美士德伯爵 1826年－1857年 | 繼任者： 威廉·阿美士德              |